# Антонія Джонс
Антонія Джонс (англ. Antonia Jones, справжнє прізвище: Антонія Марія Беньовська англ. Antonia Maria Benyovszky; Лібертівілл, Іллінойс) — американська акторка, фотограф.

## Життєпис
Антонія Джонс народилася в місті Лібертівілл штат Іллінойс. Вона є нащадком Моріца Беньовського.
Згодом переїхала до Лос-Анджелеса, щоб розпочати кар'єру в кінематографі. У 1990 році знялась у кліпі Майкла Вітакера Сміта «Place in This World». 
Кінодеб'ют Антонії Джонс відбувся у 1992 році, коли вона зіграла у діснеївському фільмі «В ім'я моєї дочки» режисера Джада Тейлора. 

## Фільмографія
| Рік       |    | Українська назва                   | Оригінальна назва     | Роль              |
| --------- | -- | ---------------------------------- | --------------------- | ----------------- |
| 2017      | с  | Флорес та друзі                    | Flores and Friends    | Діана Фейнштейн   |
| 2017      | с  | Криміналісти: мислити як злочинець | Criminal Minds        | Ліза Бовер        |
| 2010      | с  | Тру Джексон                        | True Jackson, VP      | Евві Векслер      |
| 2010      | с  |                                    | LatinEyes             | репортерка        |
| 2011      | кф | Після спецшколи                    | After School Special  | учителька         |
| 2012      | кф | Загублений та знайдений            | Lost & Found          | мати Еріка        |
| 2005      | ф  | Суперкрос                          | Supercross            | медсестра         |
| 2005      | с  | Коджак                             | Kojak                 | Дін Коллінз       |
| 2000      | с  | Ідеальна гра                       | Perfect Game          | епізодична роль   |
| 1998      | ф  | Вічне кохання                      | Forever Love          | психотерапев      |
| 1999—2002 | с  | Шукачі                             | BloodHounds, Inc      | Док               |
| 1997      | с  | Тихі палісади                      | Pacific Palisades     | господиня гостелу |
| 1997      | ф  | Краще не буває                     | As Good as It Gets    | медсестра         |
| 1995      | с  | Прямий ефір                        | Live Shot             | Пеґґі Трейнор     |
| 1994      | с  | Район Мелроуз                      | Melrose Place         | медсестра         |
| 1993      | с  | Трібека                            | Tribeca               | Сара              |
| 1992      | ф  | В ім'я моєї дочки                  | In My Daughter's Name | дівчина           |